# 上之保村立船山小学校
上之保村立船山小学校 （かみのほそんりつ ふなやましょうがっこう）は、かつて岐阜県武儀郡上之保村（現・関市）に存在した公立小学校。

## 概要
- 旧・武儀郡上之保村の北部（船山など）が校区であった。
- 1967年、明ヶ島小学校とともに宮川小学校[注釈 1]に統合され、廃校。
- 跡地は上之保船山山村広場となっている。

## 沿革
- 1874年（明治7年）11月 - 上之保村船山に宮脇小学校分舎が開校。
- 1879年（明治12年）9月15日 - 船山学校として独立[1]。
- 1883年（明治16年） - 宮脇小学校に統合される。
- 1884年（明治17年） - 宮脇小学校船山分教場を設置。
- 1886年（明治19年） - 船山簡易小学校として分立。
- 1893年（明治26年） - 船山尋常小学校に改称する。
- 1906年（明治39年） - 農業補習学校を併設。
- 1908年（明治41年） - 宮川尋常小学校に統合される。同時に宮川尋常小学校は上之保第一尋常小学校に改称する。船山分教場を設置。
- 1911年（明治44年）9月6日 - 船山尋常小学校として独立する。
- 1941年（昭和16年）4月1日 - 船山国民学校に改称する。
- 1947年（昭和22年）4月1日 - 上之保村立船山小学校に改称する。
- 1967年（昭和42年）3月 - 統合により廃校。